# انعكاس (رياضيات)

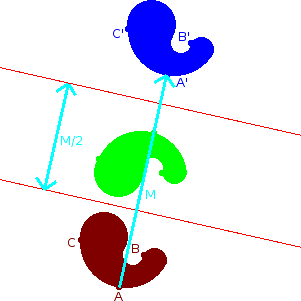
أن تابع الانعكاس على محورين متوازيين يسمى: "انتقال" (translation). انعكس الشكل البني فنتج الأخضر ثم انعكس الأخضر فأنتج الأزرق. والانتقال هو من البني إلى الأزرق.

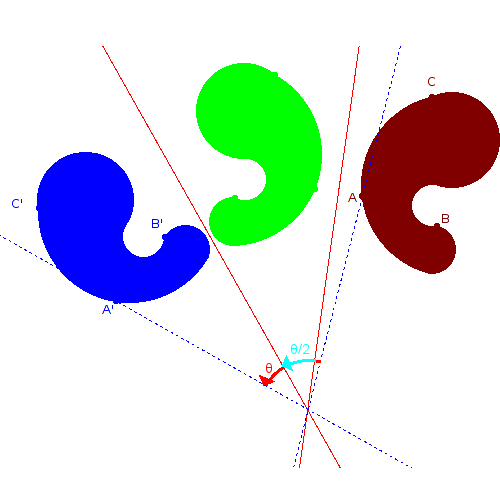
أن تتابع الانعكاس على محورين غير متوازيين يسمى: "دوران" (rotation) حول نقطة التقاء المحورين

في الرياضيات، الانعكاس (بالإنجليزية: Reflection أو Reflexion)‏ هو دالة تحول شكلا ما إلى صورة مرآته (المعكوسة). فمثلا، انعكاس شكل الحرف "p" بالنسبة لخط عموي (أو مرآة) يصبح الشكل "q".
لعكس مسطح ثنائي الأبعاد، يستعمل خط مرآةً ويُسمى محور الانعكاس. بينما يلزم لانعكاس جسم ثلاثي الأبعاد مثل القطة مستوى ثنائي الأبعاد مرآة. ويعتبر الانعكاس في بعض الأحيان حالة خاصة من حالات الانقلاب (inversion).
وبالمفهوم الهندسي، لإيجاد الانعكاس لنقطة ما، يتم إسقاط خط عمودي على الخط (أو المستوى) المستعمل كمحور الانعكاس، ثم مد الخط بشكل مستقيم في الجهة الأخرى من المحور وبنفس المسافة.
ولتحديد الانعكاس لرسم ما، يتم تحديد انعكاسات كل النقاط المؤلفة له على الناحية الأخرى من محور الانعكاس.

## المعادلات
في حالة متجه a في الفضاء الإقليدي Rn، فإن معادلة الانعكاس في المستوي الفائق من خلال المصدر المتعامد مع a هي:
{\displaystyle \mathrm {Ref} _{a}(v)=v-2{\frac {v\cdot a}{a\cdot a}}a}
بحيث v·a هي نتيجة ضرب متجه v في a ولاحظ ان الطرف الثاني في المعادلة هو ضعف اسقاط v على a ويمكن بسهولة إثبات:
- Refa(v) = -v إذا كانت v متوازية مع a و
- Refa(v) = v, إذا كانت v متعامدة مع a

وبما أن الانعكاسات هذه هي ايزوميترية في فضاء إقليدي ذات مصدر محدد، فيكن تمثيلها بمصفوفة متعامدة والتي هي:
{\displaystyle R_{ij}=\delta _{ij}-2{\frac {a_{i}a_{j}}{\|a\|^{2}}}}
حيث δij هي دلتا كرونكر.
والمعادلة لانعكاس في فضاء أفيني {\displaystyle v\cdot a=c} هي:
{\displaystyle \mathrm {Ref} _{a,c}(v)=v-2{\frac {v\cdot a-c}{a\cdot a}}a.}

## وصلات خارجية
- الأنعكاس بالنسبة لخط على موقع cut-the-knot
- شرح الأنعكاس الثنائي الأبعاد
- شرح الأنعكاس الثلاثي الأبعاد
- إيريك ويستاين، انعكاس، ماثوورلد Mathworld (باللغة الإنكليزية).